# آدم باركر
آدم باركر (بالإنجليزية: Adam Parker)‏ هو لاعب اتحاد الرغبي نيوزيلندي، ولد في 21 أبريل 1973 في كرايستشرش في نيوزيلندا.